# Annie Ernaux
Annie Ernaux (Lillebonne, 1 de septiembre de 1940) es una escritora francesa, catedrática y profesora de letras modernas, ganadora del Premio Nobel de Literatura en 2022 «por el coraje y la agudeza clínica con la que descubre las raíces, los extrañamientos y las trabas colectivas de la memoria personal». Su obra literaria es mayormente autobiográfica, y ella misma la considera como un cruce entre la literatura, la sociología y la historia.

## Trayectoria
Pasó su infancia y su juventud en Yvetot, en Normandía. Su libro de 2016 Mémoire de fille recopila historias de su infancia en la cafetería-tienda de ultramarinos de sus padres en Yvetot, y de su juventud como su estancia en Londres en 1960 donde trabajó como au pair, o sus primeras experiencias sexuales cuando trabaja de monitora en un campamento de verano.
Al regresar a Francia inició en Ruan una formación para ser maestra de enseñanza primaria, estudios que abandonó para licenciarse en francés en la Universidad de Ruan. Se casó, tuvo dos hijos, y calificó como profesora de secundaria tras aprobar el CAPES y la agregación de francés. Se trasladaron a Annecy (Haute-Savoie) donde obtuvo una plaza de profesora en un instituto.
En 1977, la familia se instaló en Cergy-Pontoise, en las afueras de París, y Ernaux dejó la enseñanza secundaria para ocupar un puesto en el CNED, el Centro Nacional de Educación a Distancia. Se divorció a principios de los años 1980, pero mantuvo su residencia en Cergy-Pontoise. En 2000, se retiró de la enseñanza para dedicarse a la escritura.
Sin florituras, cuenta la vida de su madre (Une femme), el ascenso social de sus padres (La place, La honte), su adolescencia (Ce qu'ils disent ou rien), su matrimonio (La femme gelée), su aborto (El acontecimiento), la enfermedad de Alzheimer de su madre (Je ne suis pas sortie de ma nuit), su cáncer de mama (L'usage de la photo), en el lenguaje normando y campechano de su vida hasta los 18 años.
Vive en la nueva ciudad Cergy-Pontoise —desde 2012 integrada en la Mancomunidad del mismo nombre—. Sobre sus razones para elegir este lugar explica: «Sé que parece una contradicción, pero esta urbe sin pasado era el único lugar donde me sentía bien. Las ciudades históricas me recuerdan a una larga tradición de exclusión social. Aquí podía vivir sin sentirme sometida a ese determinismo». Su obra Diario del afuera es un retrato de la ciudad compuesto por escenas cotidianas de las que es testigo cuando camina por sus calles.
Ha sido admirada como narradora que se expresa en primera persona y por sus reflexiones autobiográficas por autores como Emmanuel Carrère, Virginie Despentes, Édouard Louis o Didier Eribon.
Annie Ernaux reivindica la dimensión política de la intimidad. 
Ha escrito también L'écriture comme un couteau con Frédéric-Yves Jeannet.
El 6 de octubre de 2022, la Academia Sueca le concedió el Premio Nobel de Literatura «por el coraje y la agudeza clínica con la que descubre las raíces, los extrañamientos y las trabas colectivas de la memoria personal». Es la decimosexta persona francesa (y la primera mujer bajo esa nacionalidad) en obtener el premio. El presidente de Francia Emmanuel Macron dijo que ella era la voz «de la libertad de las mujeres y de lo olvidado».

## Obras
- Les armoires vides, Gallimard, 1974. Traducción al español: Los armarios vacíos, Cabaret Voltaire, mayo 2022.
- Ce qu’ils disent ou rien, Gallimard, 1977. Traducción al español: Lo que ellos dicen o nada, Cabaret Voltaire, 2024.
- La femme gelée, Gallimard, 1981. Traducción al español: La mujer helada, Cabaret Voltaire, 2015.
- La place, Gallimard, 1983. Traducción al español: El lugar, Tusquets, 2002.
- Une femme, Gallimard, 1987. Traducción al español: Una mujer, Seix Barral, 1988 (y nueva traducción en Cabaret Voltaire, 2020).
- Passion simple, Gallimard, 1992. Traducción al español: Pura pasión, Tusquets, 1993.
- Journal du dehors*, Gallimard, 1993. Traducción al español: Diario del afuera, Cabaret Voltaire, 2024.
- La honte, Gallimard, 1997. Traducción al español: La vergüenza, Tusquets, 1999.
- Je ne suis pas sortie de ma nuit, Gallimard, 1997. Traducción al español: No he salido de mi noche, Cabaret Voltaire, 2017.
- La vie extérieure*, Gallimard, 2000
- L’événement, Gallimard, 2000. Traducción al español: El acontecimiento, Tusquets, 2001.[4]
- Se perdre, Gallimard, 2001. Traducción al español: Perderse, Cabaret Voltaire, 2021.
- L’occupation, Gallimard, 2002. Traducción al español: La ocupación, Cabaret Voltaire, octubre 2022.
- L'Écriture comme un couteau, diálogo con Frédéric-Yves Jeannet, Stock, 2003. Traducción al español: La escritura como un cuchillo, Cabaret Voltaire, octubre 2023.
- L’usage de la photo, Gallimard, 2005. Traducción al español: El uso de la foto, Cabaret Voltaire, 2018.
- Les Années, Gallimard, 2008. Traducción al español: Los años, Cabaret Voltaire, 2019.
- L'Autre fille, Nil, 2011. Traducción al español: La otra hija, KRK Ediciones, 2014 (y nueva traducción en Cabaret Voltaire, 2023).
- L'Atelier noir, éditions des Busclats, 2011
- Écrire la vie, Gallimard, 2011
- Retour à Yvetot, Éditions du Mauconduit, 2013. Traducción al español: Regreso a Yvetot, KRK Ediciones, 2020.
- Regarde les lumières mon amour, Raconter la vie, Seuil, 2014. Traducción al español: Mira las luces, amor mío, Cabaret Voltaire, 2021.
- Mémoire de fille, Gallimard, 2016. Traducción al español: Memoria de chica, Cabaret Voltaire, 2016.
- Le jeune homme, Gallimard, 2022. Traducción al español: El hombre joven, Cabaret Voltaire, 2023.[8]
- Escribir la vida: Fotodiario, Cabaret Voltaire, 2025. Versión que amplia y actualiza hasta 2023 el texto francés Photojournal recogido en Écrire la vie de la colección Quarto (Gallimard), 2011.
- Journal du dehors y La vie extérieure se tradujeron al español agrupadas en un volumen: Diario del afuera/La vida exterior, Milena Caserola (Argentina), 2015.

## Premios y reconocimientos
- Prix d'Honneur du roman 1977 para Ce qu'ils disent ou rien
- Prix Renaudot et prix Maillé-Latour-Landry de l’Académie française 1984 para La Place
- Prix Marguerite-Duras 2008 para Les Années
- Prix François-Mauriac 2008 para Les Années
- Prix de la langue française 2008 al conjunto de su obra
- Doctor honoris causa por la Université de Cergy-Pontoise 2014
- Premio Strega 2016 para Les Années
- Prix Marguerite-Yourcenar 2017, otorgado por la Société civile des auteurs multimédia, al conjunto de su obra
- Premio Ernest Hemingway de Lignano Sabbiadoro 2018, al conjunto de su obra
- Premio Gregor von Rezzori 2019 para Une femme
- Premio de la Academia de Berlín, 2019
- Premio Formentor de las Letras 2019[9]
- Premio Nobel de Literatura 2022